# Durrës (nádraží)

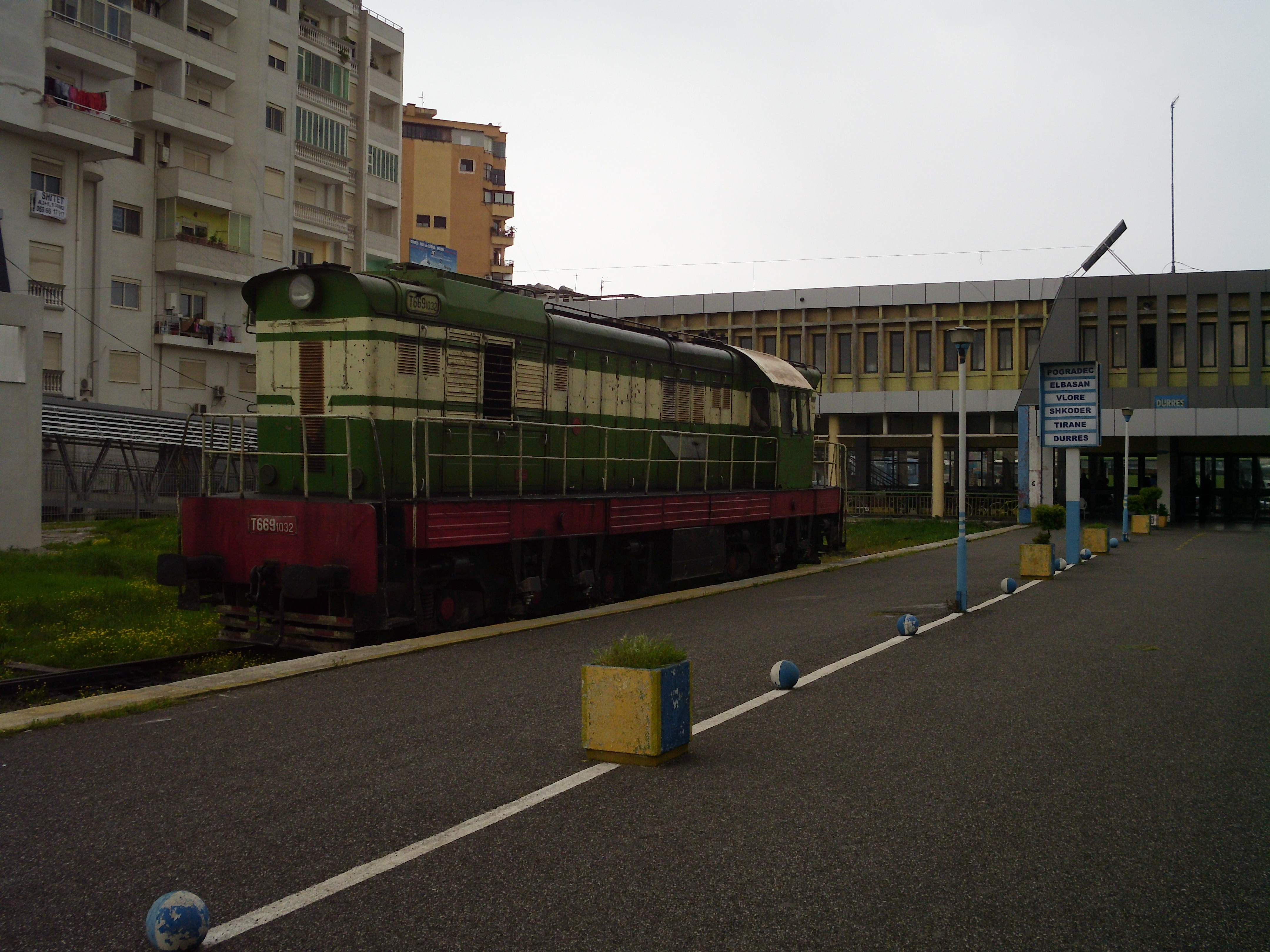
Vlak na nástupišti na nádraží.

Durrës je železniční stanice, které se nachází v albánském přístavním městě  Drač. Je koncovou stanicí (hlavové nádraží) na železniční trati Drač–Peqin. Nachází se v centru města, v blízkosti místního přístavu, na křižovatce ulic Rruga Adria a Rruga Egnatia. Před budovou nádraží se nachází i stanice pro meziměstské autobusy. Dračské nádraží patří spolu s tiranským k hlavním v celé zemi.
Modernistická budova stanice byla postavena v letech 1940 až 1949. Vznik nádraží a železničního spojení do největšího albánského přístavu předpokládala již italská okupační správa za druhé světové války; k realizaci došlo až po skončení konfliktu.
Stanice se začala užívat v roce 1948, a to ještě předtím, než byl dokončen první železniční úsek v zemi po celé své délce. Oficiální uvedení do provozu se uskutečnilo dne 23. února 1949, kdy byla uvedena do provozu tiranská stanice a trať mezi Dračí a hlavním městem Tiranou.
V roce 2014 byla fasáda stanice přestavěna a některé služby byly modernizovány.